# Rudolf Franz Erwein von Schönborn

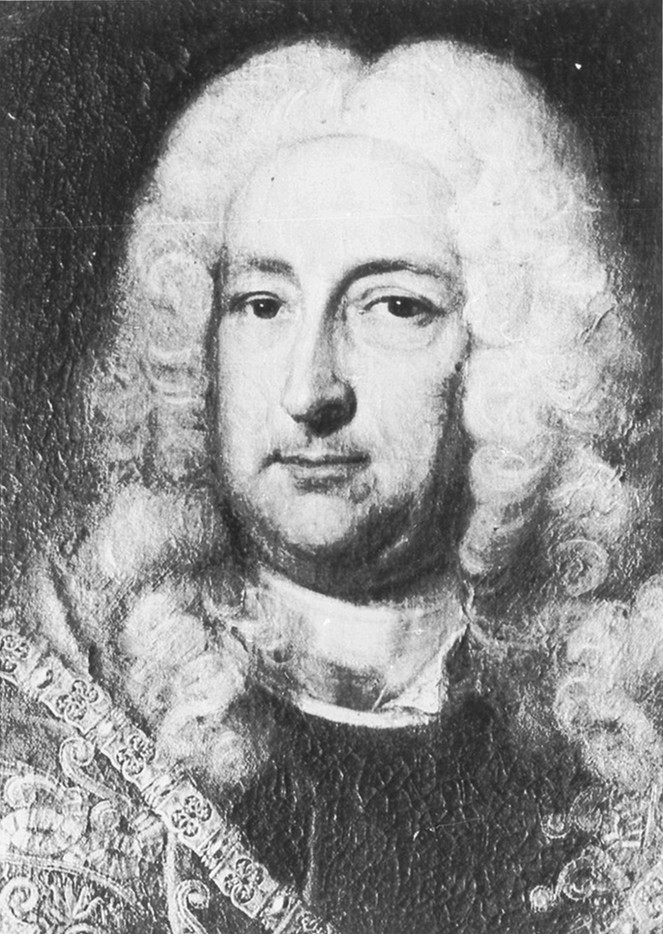
Rudolf Franz Erwein von Schönborn

Rudolf Franz Erwein von Schönborn (* 23. Oktober 1677 in Mainz?; † 22. September 1754 in Gaibach) war ein deutscher Politiker und Diplomat aus der Familie der Grafen von Schönborn. Er war außerdem als Komponist tätig und Ritter des Ordens vom Goldenen Vlies.

## Leben

### Familie

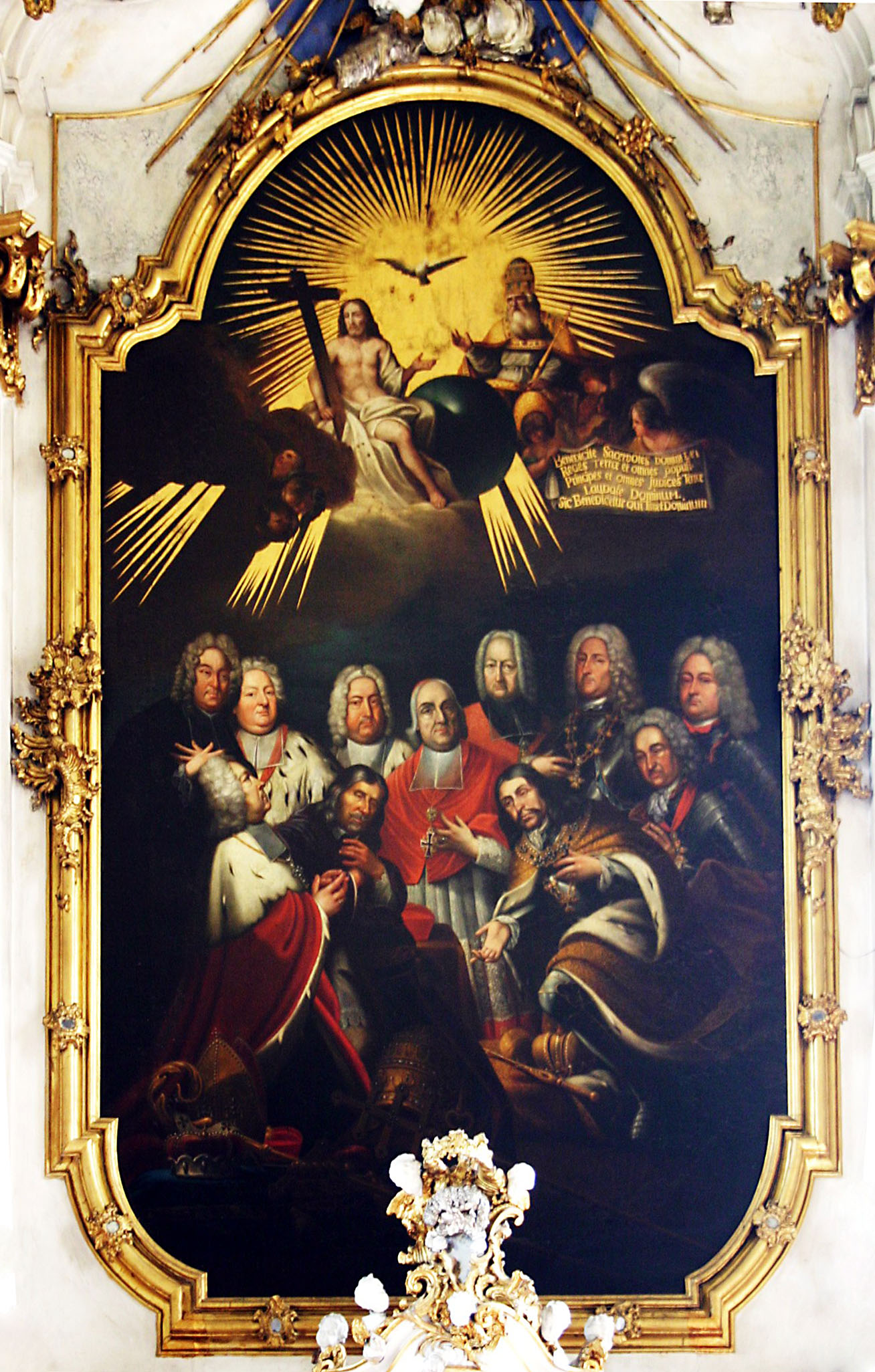
Altarbild in Pfarrkirche Gaibach um 1745, es zeigt drei Generationen aus dem Hause Schönborn, darunter Rudolf Franz Erwein (2.v.o.r.)

Von Schönborn war der älteste Sohn des kurmainzischen Staatsministers Melchior Friedrich Graf von Schönborn-Buchheim (1644–1717) und seiner Ehefrau Freiin Maria Anna Sophia von Boineburg (1652–1726) und Neffe des Mainzer Kurfürsten und Erzbischofs Lothar Franz von Schönborn. Seine Brüder waren die Fürstbischöfe Johann Philipp Franz von Schönborn, Friedrich Karl von Schönborn-Buchheim und Damian Hugo Philipp von Schönborn-Buchheim sowie der Trierer Kurfürst und Erzbischof Franz Georg von Schönborn.

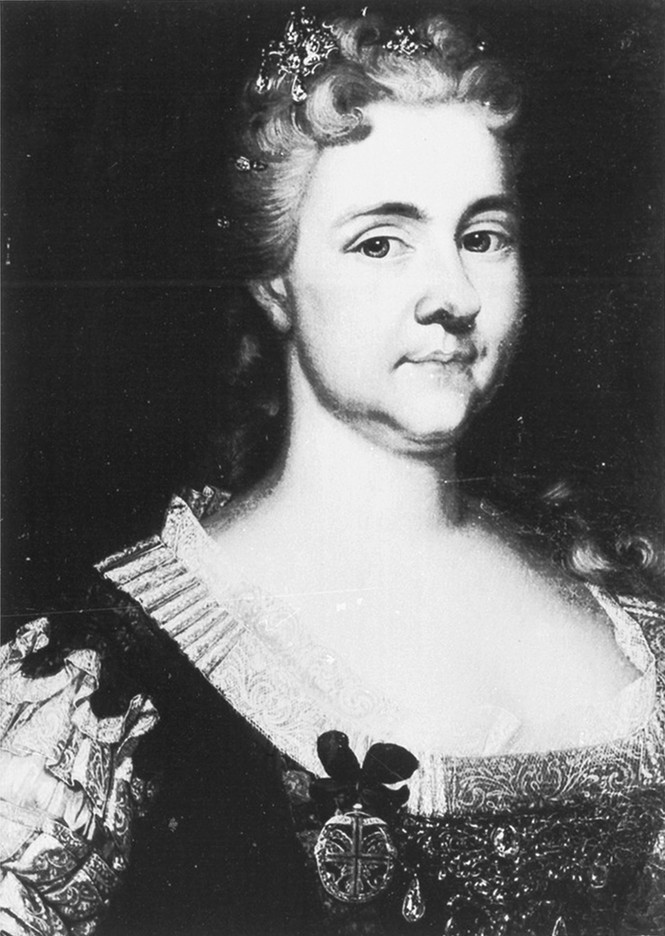
Gräfin Eleonore von Dernbach, geborene Gräfin von Hatzfeld

Am 14. November 1701 heiratete er die verwitwete Gräfin Maria Eleonore von Dernbach, geborene Gräfin von Hatzfeld-Wildenburg, wodurch die Linie Schönborn-Wiesentheid begründet wurde und der Besitz der Herrschaft Wiesentheid, die Herrschaft Arnfels in der Steiermark und die Herrschaft Waldenstein in Kärnten an das Adelsgeschlecht von Schönborn gelangte. Die Gräfin hatte diese Besitztümer von ihrem ersten Gemahl geerbt.
Von Schönborn hatte sieben Töchter und zwei Söhne. Seine Tochter Eva Therese (1707–1794) war Äbtissin zu St. Anna in Würzburg. Die Tochter Anna Katharina (1703–1743) heiratete Franz Arnold Marquis von Hoensbroech; ihr Sohn Philipp Damian von Hoensbroech wurde Bischof von Roermond. Die fünf anderen Töchter starben teils in jungen Jahren, teils unverheiratet. Von den beiden Söhnen wurde der jüngere, Melchior Friedrich Joseph (1711–1754), Priester und Propst von Stift St. Alban vor Mainz. Der ältere, Joseph Franz Bonaventura (1708–1772), gründete die fränkische Linie des Hauses Schönborn mit Bernardine Gräfin Plettenberg, mit der er sich am 30. August 1736 vermählte.

### Ausbildung
Von Schönborn wurde zunächst von einem Hauslehrer unterrichtet und besuchte später das Jesuiten-Gymnasium Aschaffenburg und Würzburg. 1693 bis 1695 besuchte er das Collegium Germanicum in Rom und studierte 1696 bis 1698 an der Universität Leiden und 1966 in Paris.

### Politische Laufbahn
Rudolf Franz Erwein von Schönborn war 1689 Domherr in Würzburg und von 1690 bis 1697 Domherr in Trier. 1699 reiste er in diplomatischer Mission nach Rom (Wählbarkeitsbreve für Lothar Franz von Schönborn). 1700 bis 1701 war er am kaiserlichen Hof in Wien, stand ab 1700 als Vicedominus von Aschaffenburg in kurmainzischem Dienst und war 1701 als kaiserlicher Kämmerer und Reichshofrat tätig. 
1704 übernahm er offiziell die Herrschaft von Wiesentheid, die ihm nach Heirat mit seiner Frau Gräfin Eleonore von Dernbach, geborene Gräfin von Hatzfeld, zukam. 
1709 wurde er kurmainzischer wirklicher Geheimrat und 1709 Oberhofmarschall. 1710 ging er als Gesandter an den Hof zu Dresden. 
Der römisch-deutsche Kaiser Karl VI. schlug ihn bei seiner Krönung 1711 zum Ritter des Heiligen Römischen Reiches und verlieh ihm 1713 die geheime Ratswürde, worauf von Schönborn die kurmainzischen Dienste aufgab und bis 1732 an der Schlichtung der Auseinandersetzungen von Rat und Bürgerschaft in Frankfurt am Main beteiligt war. 1731 wurde er Ritter des Ordens vom Goldenen Vlies und beendete 1733 seine Tätigkeit als Vicedominus von Aschaffenburg.
Im November 1736 wurde Rudolf Franz Erwein von Schönborn von seinem Bruder, dem Bischof Damian Hugo Philipp von Schönborn-Buchheim, mit dem Ort Eschelbronn belehnt.

## Kulturelles Wirken

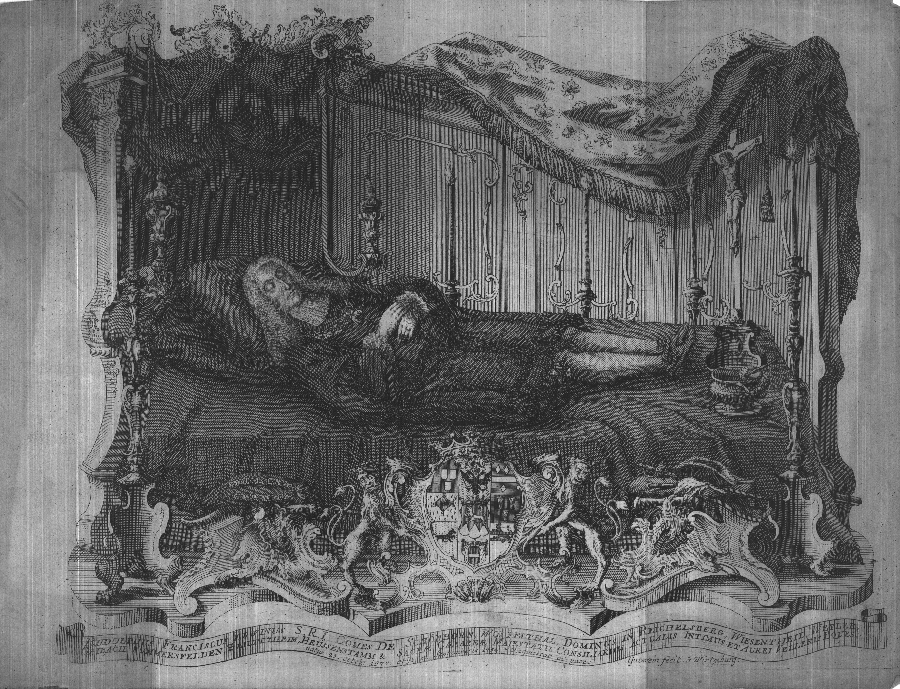
Rudolf Franz Erwein von Schönborn, gemalt von Johann Caspar Gutwein

Von Schönborn wird ein ausgeprägter Sinn für Musik zugeschrieben. Er war Violoncellist und besaß eine umfangreiche Instrumenten- und Musikaliensammlung, darunter die handschriftlichen Werke des italienischen Komponisten Giovanni Benedetto Platti. Der italienische Violinist und Komponist Andrea Zani widmete von Schönborn mehrere Cellokonzerte, Antonio Caldara widmete ihm 17 Cellosonaten und ein Cellokonzert. Die Instrumentensammlung des Grafen wird im Schloss Wiesentheid aufbewahrt.
Zudem war er als Bauherr bekannt. Mit Übernahme der Herrschaft in Wiesentheid ließ er unter anderem umfangreiche Umbauarbeiten an seiner neuen Residenz vornehmen (Ensemble Schloss Wiesentheid) und die Filialkirche Waldenstein errichten.